# Gour (espeleotema)

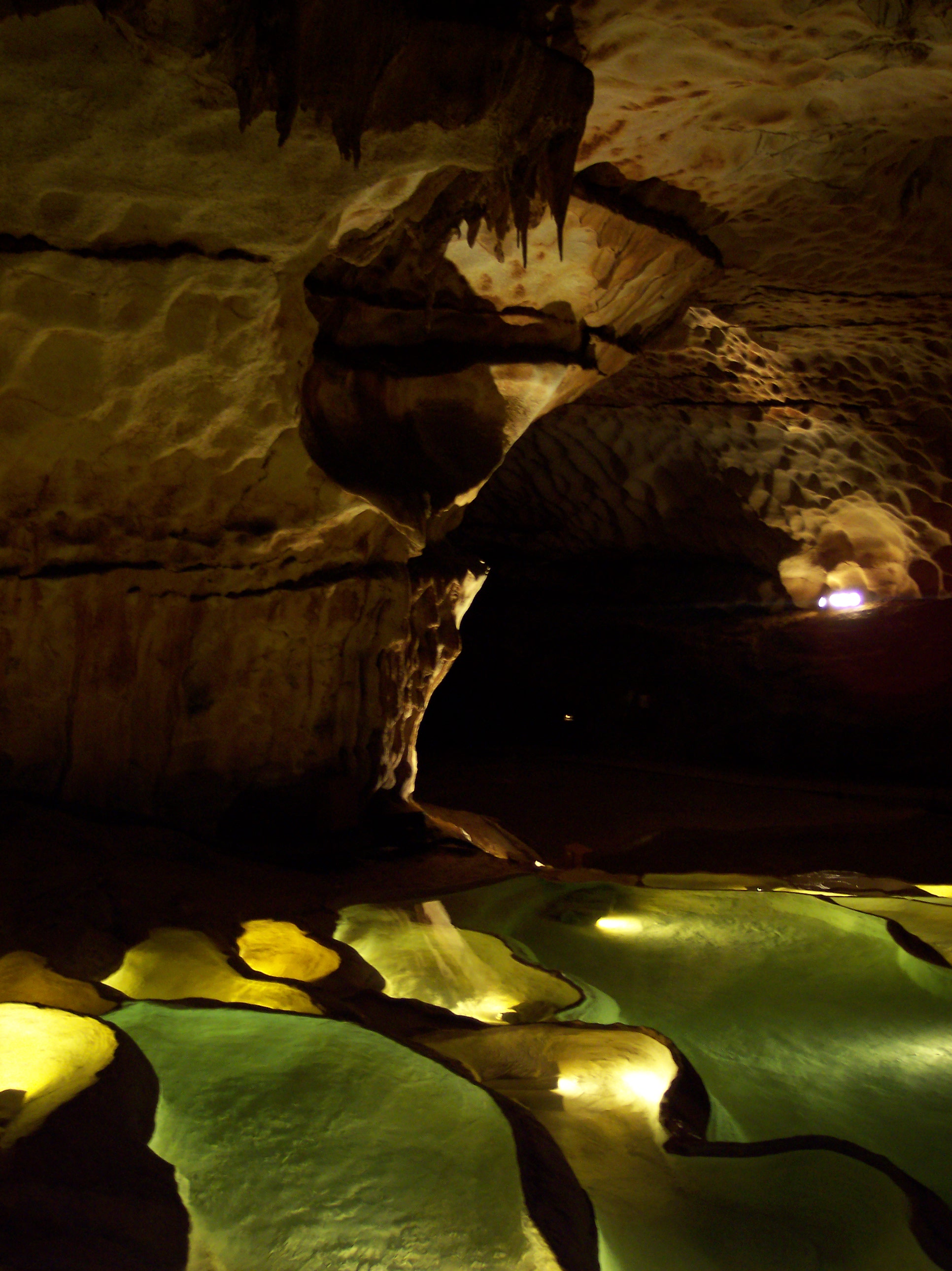
Gours d'una de les coves de Saint Marcel d'Ardecha.

Un gour és un espeleotema consistent en un petit dic natural format a les coves càrstiques per precipitació de carbonat de calci que dona lloc a un petit embassament. Habitualment els gours es presenten en forma escalonada al llarg d'una superfície de major o menor pendent; a major pendent major serà l'altura del dic que delimita l'embassament i menys sinuós serà el seu contorn. Els dics es formen damunt irregularitats de la superfície, de manera que per addició de successives capes de calcita, van incrementant-se de mica en mica l'alçada. Les dimensions dels gours oscil·len entre uns pocs centímetres fins a desenes de metres.
Etimològicament gour és un mot emprat originàriament en francès que procedeix de l'occità gorg, pronunciat "gur", que és el mateix mot català gorg, el qual prové del llatí vulgar gŭrgu, amb el mateix significat.